# Pożary lasów w Grecji (2007)
Pożary lasów w Grecji które wybuchły latem 2007 przypisywane są szczególnie gorącej i suchej pogodzie (do 40 °C) oraz podpaleniom, czego dowodem ma być to, że niektóre pożary wybuchały jednocześnie w różnych miejscach. Na dzień 28 sierpnia potwierdzonych są 63 ofiary śmiertelne, a spaleniu uległo 70 000 hektarów lasów.
Najwięcej pożarów dotknęło Peloponez gł. Elidę i Arkadię. Masowa tragedia dotknęła mieszkańców wioski Makisto, w gminie Zacharo na Peloponezie, gdy w osaczonym ogniem, gęstym dymem i walącymi się drzewami konwoju ewakuacyjnym zginęło 30 osób, głównie kobiet, dzieci i starców, ale także załoga broniącego ich wozu straży pożarnej.). Jednocześnie, mimo wypalenia miejscowości, przeżyli broniący ją mężczyźni i młodzież.

Ogień strawił też lasy południowej części, drugiej co do wielkości (po Krecie) greckiej wyspy Eubea.

Pierwsze pożary wybuchły już w czerwcu, gdy to spłonęła m.in. najważniejsza część Parku Narodowego Góry Parnitha, położonego w bezpośrednim sąsiedztwie Aten. Do największego natężenia pożarów doszło w sierpniu. Do Grecji napłynęła wtedy pomoc z ponad 20 krajów, w postaci samolotów gaśniczych, helikopterów, wozów strażackich i samych strażaków.
Miejscowość Makisto, dotknięta największą tragedią, została już całkowicie i nowocześnie odbudowana, ze wsparciem darczyńcy prywatnego – działaczki społecznej, Ambasadora Dobrej Woli UNESCO, pani Marianny Bardinogianni (Πρέσβυς καλής θελήσεως της UNESCO Μαριάννα Βαρδινογιάννη).